# Philodoria costalis
Philodoria costalis là một loài loài bướm thuộc họ Gracillariidae. Đây là loài đặc hữu của Oahu.
Ấu trùng ăn các loài Pipturus. Chúng ăn lá cây nơi chúng sống. Ấu trùng ban đầu ăn lá sau đó kéo kén dạng bầu dục màu nâu trên mặt lá.